# 鳥養牧
鳥養牧（鳥飼牧、とりかいのまき）は、摂津国島下郡（現在の大阪府摂津市）に置かれた牧。平安時代に左右馬寮が経営した近都六牧の一つで、安威川下流と淀川との間の沖積地に存在し、右馬寮に属した。

## 概要
927年（延長5年）に制定された『延喜式』巻四十八にみえるもので、畿内に所在した近都牧（きんとまき）6か所の1つである。当時の牧は、御牧（みまき、勅旨牧。皇室の科場を供給するもの）、諸国牧（しょこくまき、兵馬・用役牛の飼育を目的とする）、近都牧（都の周辺に設けたもの）の3種類に分けられていた。牛馬はひき牛や乗馬用として利用され、大宮人にとって牛や馬は必要不可欠なものであった。近都牧では諸国から貢進された馬牛を飼育し、節会および行幸などの際に必要に応じて牧馬を送っている。
鳥養牧の所在地は、淀川本流にかつて存在した「馬島」・「本牧」（ほんまき）・「五久」（「御厨」、ごきゅう）といった地名から、前述の地域を中心にして鳥飼西部から淀川沿いに、上流の三箇牧（さんかまき、現在の高槻市）近くまでかなり広範囲にわたっていたようである。
『大和物語』によると、鳥養牧には別業（なりどころ）地があって「鳥飼院」が営まれ、亭子の帝（ていじのみかど）が遊行しており、
という遊女の歌が掲載されている。
また、淀川の港津もあり、『土佐日記』には、承平5年（935年）、土佐国から帰洛途中の紀貫之一行が「なほ、川上（のぼ）りになづみて（行き悩んで）、鳥飼の御牧（みまき）というほとりに泊る」様子が記されている。
そのほか、永承3年（1048年）には関白・藤原頼通が高野詣の帰路、同牧の辺に到着したことなどが知られている。
12世紀以降、鳥養牧は耕地化が進み、左馬寮領の荘園となり、鎌倉時代には西園寺家が所務職を管掌していたという。室町時代には同じ西園寺家流の洞院家と菊亭家との間で係争があり、後者の管轄として解決している。